# Lily & Morris – Vänner för evigt
Lily & Morris – Vänner för evigt (tjeckiska: Myši patří do nebe) är en tjeckisk animerad film från 2021 i regi av Jan Bubeníček och Denisa Grimmová. I filmen får man följa musen Lily (Šupito) och räven Morris (Bělobřicha), som efter en olycka hamnar i djurhimlen och blir bästa vänner. De svenska rösterna görs av Shima Niavarani och Leo Hallerstam.
Filmen hade biopremiär i Sverige den 8 april 2022, utgiven av TriArt Film.

## Rollista (i urval)
- Pavlína Balner – Lily (Šupito)
  - Shima Niavarani – Lily (svensk röst)
- Matouš Ruml – Morris (Bělobřicha)
  - Leo Hallerstam – Morris (svensk röst)